# جاناتان هورن
جاناتان هورن (انگلیسی: Jonathan Horne؛ متولد ۱۷ ژانویه ۱۹۸۹) کاراته کا آلمانی است. وی در مسابقات کاراته قهرمانی جهان ۲۰۱۸ در مادرید، اسپانیا، در وزن ۸۴+ کیلوگرم مردان در فینال سجاد گنج زاده را شکست داد و به مدال طلا دست یافت. وی قرار است به عنوان نماینده آلمان در بازی‌های المپیک تابستانی ۲۰۲۰ در توکیو ژاپن رقابت کند.
او همچنین در شش دوره از مسابقات قهرمانی کاراته اروپا در وزن خود مدال طلا را به دست آورد، که آخرین آن در مسابقات کاراته قهرمانی اروپا ۲۰۱۹ بود که در گوادالاخارا، اسپانیا برگزار شد.